# Jávai lile
A jávai lile (Charadrius javanicus) a madarak osztályának lilealakúak (Charadriiformes) rendjébe, ezen belül a lilefélék (Charadriidae) családjába tartozó faj.

## Rendszerezése
A fajt Frederick Nutter Chasen angol zoológus írta le 1938-ban. Egyes szervezetek az Ochthodromus nembe sorolják Ochthodromus javanicus néven.

## Előfordulása
Indonézia és Kelet-Timor területén honos. Természetes élőhelyei a homokos és kavicsos tengerpartok, valamint szántóföldek. Állandó, nem vonuló faj.

## Megjelenése
Átlagos testhossza 15 centiméter.
|  |

## Természetvédelmi helyzete
Az elterjedési területe elég nagy, egyedszáma 1300-4000 közötti és csökken. A Természetvédelmi Világszövetség Vörös listáján mérsékelten fenyegetett fajként szerepel.